# La Forêt-sur-Sèvre

La Forêt-sur-Sèvre este o comună în departamentul Deux-Sèvres, Franța. În 2009 avea o populație de 2,306 de locuitori.